# Antilliaanse Feesten
Die Antilliaanse Feesten (niederländisch; auf Deutsch etwa Antillen-Feste) sind ein Caribbean-Dance-Musikfestival. Es findet seit 1983 an jedem zweiten Wochenende im August in Hoogstraten, einer belgischen Kleinstadt in der Region Flandern, statt.
Von einer Veranstaltung mit zwei Bands entwickelte sich das Festival zu einem Event, bei dem täglich etwa 20 Bands aufspielen, die verschiedene Musikstile vertreten, darunter Bachata, Champeta, Cumbia, Dancehall, Kompa,  Merengue, Reggaeton, Salsa, Ska, Soca, Soukous, Timba, Vallenato und Zouk.
Die Bands kommen unter anderem aus Angola, Antigua und Barbuda, Aruba, Barbados, Belgien, Brasilien, Curaçao,  Dominikanischen Republik, England, Ghana, Griechenland, Guadeloupe, Haiti, Holland, Jamaika, Kolumbien, Kuba, Kongo, Martinique, Mosambik, Puerto Rico Schottland, Sint Eustatius, St. Kitts und Nevis, Suriname, Trinidad und Tobago, den Vereinigten Staaten und Venezuela.
Das Festivalgelände besteht aus drei Bühnen, auf denen Livemusik gespielt wird, einem Tanzzelt und diversen Ständen mit Speisen und Getränken nach karibischer Art.
Die 34. Antilliaanse Feesten im Jahr 2016 wurden von etwa 38.000 Fans besucht.
In den Jahren 1998 bis 2007 fand jeweils im März der Ableger „Antilliaanse Feesten Indoor“ im Sportpaleis Antwerpen statt.

## Line-up

### 1983
Cosecha (Curaçao) - Electric Ananas (Réunion, Sega)

### 1984
Flash Tropical Steels/Macay - Sensacion Latina

### 1985
GI's Brass International - Quicksilver

### 1986
Bachanal - Las Chicas Del Can - Panvibes Steelband - Trinidad Troubadours

### 1987
Arrow - Bomba - Calypso Rose - Pier' Rosier & Gazoline

### 1988
Dede St Prix - Imaginations Brass - Unisono/Heat Heat - Wilfrido Vargas

### 1989
Ebony Steelband - Gypsy - J.M. Cambrimol & La Maafia - July Mateo „Rasputin“ - TC & The Playboys - Vega Band

### 1990
Arrow - Caribbean Combo - Heartbeat - Laurel Aitken - Ramon Orlando - Tuco Bouzi & Dixie Band

### 1991
Bati Kibra -Derrick Morgan - Gabby & Gryner - Gazolinn' - Huracan - Koropina - La Gran Manzana - Reasons Orchestra

### 1992
Coco Band - Dixie Band - Exile One - Grupo Stabiel - Massive Chandelier - Opo Doti & A Sa Go - The Skatalites - Tipica Manzana - Touch

### 1993
Fernando Villalona - Imaginations Brass - La Fuerza Mayor - Pride - Sierra Maestra - Skiffle Bunch - Tabou Combo - Toumpak

### 1994
Academy Brass International - Carlo Jones - Dibloo Diabla - Fefita La Grande - Fruko & The Latin Brothers - Rico Rodriguez - Roy Cape All Stars - Sampling - Wilfrido Vargas - Yakki Famirie

### 1995
Double Rock Kawina - Eclipse Steelband - Joe Arroyo y La Verdad - Kali - La Muralla - NG La Banda - Original de Manzanillo - Orquesta d'Cache - Rico Rodriguez  - Zaiko Langa Langa

### 1996
Anacaona - Andy Palacio - Antonio Rivas - Charanga Habanera - Coco Band - Grupo Niche - Kinito Méndez - Reasons Orchestra - Taxi Kreol

### 1997
Africando - Alfredo Gutierrez - Blue Ventures - Bredda David - Dan Den - Klimax -  La India Canela - Los Hermanos Rosario - Oscar D’León - Son Damas - Tabou Combo

### 1998
Afro-Cuban All Stars - Ai Sa Si - Orquesta Aragón - Azúcar Negra - Gorda Orquesta - Grupo Galé - Jossie Esteban - Kadan's La Banda - Ricardo Lemvo - Roberto Niño - Soka Zouk Express
Indoor Festival 1998
Bana OK - El Gran Combo - Krosfyah - Oro Solido - Orquesta Revé - Tabou Combo

### 1999
Alfredo de la Fé - Banda Chula - Celia Cruz - Grupo Galé - Grupo Manía - José Alberto „El Canario“ - Kassav’ - Kinito Méndez - Orlando „Maraca“ Valle
Indoor Festival 1999
Celia Cruz - Grupo Manía -  José Alberto “El Canario” - Kinito Méndez - Maraca

### 2000
es fand kein Festival statt
Indoor Festival 2000
Dan Den - Elvis Crespo - Gramacks - Plena Libre

### 2001
Arnell I Orkesta - Conjunto Chappottin - Garifuna All Stars - Fulanito - Joseph Portes - Kassav’ - La Sonora Carruseles - Ondrofeni - Puerto Rican Power - Samy y Sandra Sandoval - Salsa Celtica - Sierra Maestra - Los Toros Band - Orquesta Guayacán - Youth Waves
Indoor Festival 2001
Alfredo de la Fé - Banda Chula - Grupo Galé - Kassav’

### 2002
Aramis Galindo - Binomio de Oro - Bose Krioro - Cana Brava - Champeta All Stars - Fulanito - Gabino Pampini - International Garifuna Band - José Alberto „El Canario“ - Luc Leandry - Manikkomio - Paulo FG y su Elite - Roy Cape All Stars - X - Plosion
Indoor Festival 2002
Fulanito - Puerto Rican Power - Los Toros Band - Salsa Celtica

### 2003
App'tijt - Buscemi Live - Carimi - Clan 537 - Grupo Manía - Guaco - Kinito Méndez - La Barriada Los Diablitos - Monchy Y Alexandra - Ng La Banda - Olivier N'Goma - Los de Abajo - Square One
Indoor Festival 2003
Bamboleo - Kassav’ - Mala Fe - Oscar D’León

### 2004
Awilo Longomba - Aventura - Carimi - Clan 537 - Cubanito 20.02 - Fernando Villalona - Fruko y sus Tesos - Gabriel Rios - Gilberto Santa Rosa - Internationals - Ivan Villazon - Young Cosje - K-Liber & MC Farah - Krispy y su Bombazo Tipico - Krosfyah - Krosfyah - Michele Henderson - Orlando „Maraca“ Valle - Ricardo Lemvo - Squadra Bossa Ft. Buscemi - The Dill Brothers
Indoor Festival 2004
Africando - Amarfis y su bande de Attakke - Guayacan - Juanes

### 2005
B.M.W. - Carimi - Don Omar - Era - Pablo Bachata - Johnny Pacheco - Los Gigantes Del Vallenato - Mark Foggo Skasters - Midnight Groovers - Midnight Groovers - New System Brass - Osvaldo Ayala - Panteon Rococo - Proyecto Secreto - Rikarena - Salsa Celtica - Wezon - Victor Manuelle
Indoor Festival 2005
Aventura - K-Liber - Pachito Alonso - Sergio Vargas

### 2006
Amarfis y su bande de Attakke - App'tijt - BMW - Bambu Station - DJ Chen - Immo - J-F Ifonge - Issac Delgado - Jerry Rivera - Krezi Mizik - La 33 - Los Corraleros de Majagual - Magia Caribena - Magic System - Orishas - Paulo Fg y su Elite - T-Vice - Triple Kay - Willie Colón - Youth X-treme
Indoor Festival 2006
Elvis Crespo - Kassav’ - Los Van Van

### 2007
BMW Plus - Charanga Habanera - Combinatie XVI - Eddy-K - Ghetto Flow -  Haila Mompié y su Orquesta - Inner Visions - J-F Ifonge - Joe Arroyo - Karamelo Santo - Kassav’ - La India - Le Groove - Machel Montano - Monchy Y Alexandra - N'Klabe - Oro Solido - Pitbull
Indoor Festival 2007
Carimi - Oscar D’León - Youth X-treme

### 2008
3 Canal - ATNG Soca Band - Binomio de Oro - Carimi - Chichi Peralta - Djunny Claude - Gente d'Zona - Grupo Galé - Magia Caribena - Maravilla de Florida - Monchy Y Alexandra - Rocola Bacalao - Rodry-Go - Small Axe Band - T-Strong - Wisin y Yandel

### 2009
Alexander Abreu y Havana D´Primera - Aimelia Lias - Alex Bello - Magia Caribena - App'tijt - Bamboolaz - Bomba Estéreo - Carlos Vives - DJ Eduardo - DJ Mystique - DJ Saca la Mois - Desorden Publico - Destra Garcia - Elio Reve - Kassav’ - KLC Clave Cubana - Michael Stuart - Milly Quezada - Pannonia Allstars Ska Orchestra - Sindicato Sonico - Staff des Leaders - Tego Calderón - Youth X-treme

### 2010
B.M.W. - Cumbia Cosmonauts - Grupo Extra - Gwatinik feat. Tina Ly - Jorge Celedon - Tizzy & El a Kru - K-Liber - La Monareta - Los 4 - Los Rabanes ft. Osvaldo Ayala - Michel Batista - Mr. Vegas - Rebels Band - Tizzy & El a Kru - Triple Kay - Toby Love - La Rouge - Young Livity - Willy Chirino - Wyclef Jean

### 2011
Alex Bueno - Choc Quib Town - Damaru & App'tijt - Don Omar - El Micha - Rebels Band - Grupo Galé - Kewdy de los Santos - Kuenta y Tambú - La Pinata - Machel Montano - Manolin „El Medico de la Salsa“ - Punky Donch - Queen Ifrica & Tony Rebel - Rebels Band - Roy Cape All Stars - Silvio Mora - Solo Dos - Sonambulo - Werrason - Yumurí y sus Hermanos - Yuri Buenaventura

### 2012
Alexander Abreu y Havana D´Primera - Angeles Bendecidos - Bella Mondo - Carimi - Celso Piña - Destra Garcia - Diomedes Diaz - Ferre Gola - Henry Santos - KLC Clave Cubana - Kola Loka - Konata - La Fiesta & Kayente - Locomondo - Luis Enrique - [Morgan Heritage] - Punky Donch - Recruitz Soca Band - Staff des Leaders - Tony Dize - Xamanek

### 2013
Azúcar Negra - Bomba Estéreo - Ce'cile - Charanga Habanera - Cubaton All Stars - Daddy Yankee - Guayacan - Freddy Loco feat. Vin Gordon - Fulanito - Grupo Extra - Jimmy Saa - Kassav’ - Kes the Band - Kevin Florez - Kuenta y Tambú - Kumbia Queers - RKM Y KEN-Y - Rebels Band - Rikki Jai - Shakalewa - Staff des Leaders - The Selecter

### 2014
Aptijt - B.M.W. - Bunji-Garlin - Burning Flames - Carimi - David Kada - Duban Bayona & Jimmy Zambrano - Fay-Ann Lyons - Fuego - Gente D'zona - Grupo Extra - Grupo Galé - Herencia De Timbiqui - Kassav’ & Guests (Zoukmachine, Luc Leandry, Jean-Marc Ferdinand) - Kollision Band - 'La Z-One - Mr. Black - N'klabe - Osmani Garcia - Palenka Soultribe - Salsa Celtica - The Skints

### 2015
Bazurto All Stars - Cache Royale - Chacal Y Yakarta - El Adolescent's Reencuentro - El Micha - Extazz - Gato Preto - Ghetto Flow - Grupo Niche -  Haila Mompié y su Orquesta - Henry Méndez - Hollie Cook - Kankantrie - Kes The Band - La Dame Blanche - Laritza Bacallao - Merengue All Stars - Mr. Vegas - Napalma - Popcaan - Rebels Band - Satisfaction - Septeto Nabori - Silvestre Dangond - Tizzy & El a Kru - Toby Love

### 2016
Alexander Abreu & Havana D'primera - B.M.W. - Broederliefde - Cache Royale - Diblo Dibala - Ephrem J - Frank Reyes - Kinito Méndez - La-33 - Locomondo - Los Desiguales - Nastyplay - Nd - Oscar D’León - Pegasaya - Postmen - Rupee - Systema Solar - Tizzy & El A Kru - Troy Y La Familia - Typhoon - Young F - Zwartwerk

### 2017
Baby Lores - Baloji - Blend Mishkin - Divan - Doble R - El Mura Y Su Timbre Latino - Farmer Nappy - Fruko y sus Tesos - Grupo Extra - Impact - J Alvarez - Kassav' - Kd Soundsystem - Kenny B - La Dame Blanche - La Inédita - Lina Ice - Marvay - Michel El Buenon - Pegasaya - Rebels Band - Shaggy - Twister El Rey - Wilfrido Vargas - Young Cosje

### 2018
Acido Pantera - Broederliefde - Carlyn Xp - Carmel Zoum - Ce'Cile - Charles King - Daddy Yankee - David Kada - Descemer Bueno - Diblo Dibala - Eddy Kenzo - Ephrem J - Gentz - Grupo Niche - Jacob Desvarieux - Kaï (Ex Carimi) - Kumbia Boruka - Nelson Freitas - Original Burning Flames - Tabou Combo - The Dubbeez - Troy - Zalama Crew

### 2019
Addik - Alex Acosta Y Su Zona Latina - Bazurto All Stars - Black Mamba - BM - Buleria - Charanga Habanera - DJ Santi - Elin Valery - Elio Boom - Elito Revé y su Charangon - Fuse ODG - Kassav' - Kenny - Kes The Band - Kollision Band - Konshens - La Cuneta Son Machín - Manny Rod - Nacho - Naks Kaseko Loco - Oscar d'León - Rebels Band - Samora - Silvio Mora - Soul Shakers - Stylo G - Tribal Kush - Vayb